# Олімпійський прапор

Олімпійський прапор із Олімпійською емблемою

Олімпійський прапор — полотнище із зображенням олімпійської емблеми на білому тлі. Білий колір символізує мир під час Ігор.
17 липня 1914 року в залі Сорбонни у присутності президента Французької Республіки Раймона Пуанкаре на урочистій церемонії, присвяченій 20-ій річниці відродження Олімпійських ігор, відбулася презентація олімпійського прапора, створеного П'єром де Кубертеном.
Прапор планувалося уперше використати на Іграх 1916 року, але вони не відбулися через війну, тому уперше прапор з'явився на Олімпійських іграх 1920 року в Антверпені (Бельгія).
Підіймається на відкритті Олімпійських ігор, опускається під час церемонії закриття. На церемонії закриття мер міста-господаря минулих Ігор передає прапор мерові міста-господаря наступних Ігор. Впродовж чотирьох років прапор залишається у будівлі мерії міста, яке готується до чергових Ігор.